# Иаир из Галаада
Иаир из Галаада (ивр. יאיר‎, Яир ха-Гильади) — судья Израиля, принадлежащий, вероятно, к колену Манассиину. Родом из Галаада, что к востоку от реки Иордан. Его имя означает «богопросвещенный, светоносный». Упоминается в Ветхом Завете (Суд. 10:3—5).
Возглавлял Израиль в течение двадцати двух лет, после смерти Фолы. У него было тридцать сыновей, ездивших на тридцати ослах, и тридцать городов в Галааде, которые стали называться селения Иаировы.
Иаир умер и был похоронен в Камоне (ивр. קָמוֹן‎), который находился, согласно Иосифу Флавию, в Галааде.